# MLST8
MLST8 (англ. MTOR associated protein, LST8 homolog) – білок, який кодується однойменним геном, розташованим у людей на короткому плечі 16-ї хромосоми. Довжина поліпептидного ланцюга білка становить 326 амінокислот, а молекулярна маса — 35 876.
| 10         |  | 20         |  | 30         |  | 40         |  | 50         |
| ---------- |  | ---------- |  | ---------- |  | ---------- |  | ---------- |
| MNTSPGTVGS |  | DPVILATAGY |  | DHTVRFWQAH |  | SGICTRTVQH |  | QDSQVNALEV |
| TPDRSMIAAA |  | GYQHIRMYDL |  | NSNNPNPIIS |  | YDGVNKNIAS |  | VGFHEDGRWM |
| YTGGEDCTAR |  | IWDLRSRNLQ |  | CQRIFQVNAP |  | INCVCLHPNQ |  | AELIVGDQSG |
| AIHIWDLKTD |  | HNEQLIPEPE |  | VSITSAHIDP |  | DASYMAAVNS |  | TGNCYVWNLT |
| GGIGDEVTQL |  | IPKTKIPAHT |  | RYALQCRFSP |  | DSTLLATCSA |  | DQTCKIWRTS |
| NFSLMTELSI |  | KSGNPGESSR |  | GWMWGCAFSG |  | DSQYIVTASS |  | DNLARLWCVE |
| TGEIKREYGG |  | HQKAVVCLAF |  | NDSVLG     |  |            |  |            |

A: Аланін

C: Цистеїн

D: Аспарагінова кислота

E: Глутамінова кислота

F: Фенілаланін

G: Гліцин

H: Гістидин

I: Ізолейцин

K: Лізин

L: Лейцин

M: Метіонін

N: Аспарагін

P: Пролін

Q: Глутамін

R: Аргінін

S: Серин

T: Треонін

V: Валін

W: Триптофан

Кодований геном білок за функцією належить до фосфопротеїнів. 
Задіяний у таких біологічних процесах, як ацетилювання, альтернативний сплайсинг. 
Локалізований у цитоплазмі.